# Конате, Амината
Амината Конате (англ. Aminata Konaté; род. 29 декабря 1968) — гвинейская легкоатлетка, выступавшая в беге на короткие дистанции. Участница летних Олимпийских игр 1992 года. Первая женщина, представлявшая Гвинею на Олимпийских играх.

## Биография
Амината Конате родилась 29 декабря 1968 года.
Дважды выступала на летних Универсиадах. В 1987 году в Загребе выбыла в квалификации в беге на 100 метров с результатом 12,71 секунды. В 1989 году в Дуйсбурге также выбыла в квалификации в беге на 200 метров (25,78).
В 1991 году на чемпионате мира в Токио в беге на 100 метров в 1/8 финала заняла 5-е место (12,19). В беге на 200 метров в 1/8 финала заняла последнее, 7-е место (25,12).
В 1992 году вошла в состав сборной Гвинеи на летних Олимпийских играх в Барселоне. В беге на 100 метров заняла последнее, 7-е место, показав результат 12,33 секунды и уступив 0,64 секунды попавшей в четвертьфинале с 5-го места Сабине Трёгер из Австрии.
Конате стала первой женщиной, представлявшей Гвинею на Олимпийских играх.
В 1994 году участвовала во Франкофонских играх в Бондуфле. В беге на 100 метров выбыла в четвертьфинале (12,71).

## Личные рекорды
- Бег на 100 метров — 11,9 (1990)[3]
- Бег на 200 метров — 25,12 (29 августа 1991, Токио)[1]